# فيليكس فرانكفورتر
كان فيليكس فرانكفورتر (بالإنجليزية: Felix Frankfurter) (15 نوفمبر 1882 – 22 فبراير 1965) محاميًا وأستاذًا وقاضيًا نمساويًا أمريكيًا. وشغل منصب قاضٍ مساعد في المحكمة العليا للولايات المتحدة. عمل فرانكفورتر في المحكمة العليا للولايات المتحدة بين عامي 1939 و1962، وكان من بين أهم المدافعين عن التقييد القضائي في أحكام المحكمة.
ولد فرانكفورتر في مدينة فيينا، في النمسا، وهاجر إلى مدينة نيويورك في الولايات المتحدة الأمريكية في سن الثانية عشر. بعد تخرجه من كلية الحقوق في جامعة هارفرد، عمل فرانكفورتر لصالح وزير الحرب الأمريكي، هنري إل ستيمسون. خلال الحرب العلامية الأولى، شغل فرانكفورتر منصب المدعي العسكري العام، وبعد انتهاء الحرب، ساهم فرانكفورتر في تأسيس الاتحاد الأمريكي للحريات المدنية، وعاد إلى منصب أستاذ في كلية الحقوق بجامعة هارفارد. أصبح فرانكفورتر بعدها صديقًا ومستشارًا للرئيس فرانكلين ديلانو روزفلت، الذي عينه لملء شاغر معاون قاضي في المحكمة العليا بعد وفاة بينجامين ناثان كاردوزو.
خدم فرانكفورتر في المحكمة العليا حتى تقاعده في عام 1962، وخلفه، في منصب القاضي المساعد في المحكمة العليا، آرثر غولدبرغ. أصدر فرانكفورتر الكثير من فتاوى المحكمة في العديد من القضايا، كقضية منطقة ماينسرفيل التعليمية ضد غوبيتس، وقضية غوميليون ضد لايتفوت، وقضية بيوهارنيس ضد إلينوي. كتب فيليكس أيضًا العديد من الآراء المعارضة للمحكمة في قضايا بارزة كقضية بيكر ضد كار، وقضية ولاية غرب فرجينيا ضد بارنيت، وقضية غلاسر ضد الولايات المتحدة، وقضية تروب ضد دالاس.

## أولى سنوات حياته والتعليم
وُلد فيليكس فرانكفورتر لعائلة يهودية في 15 نوفمبر من عام 1882 في مدينة فيننا، التي كانت في تلك الفترة جزءًا من الإمبراطورية النمساوية المجرية، وكان الابن الثالث بين ستة أبناء للتاجر ليوبولد فرانكفورتر وإيما (وينتر) فرانكفورتر. كان عمه، سولومون فرانكفورتر مدير مكتبة جامعة فيينا. شغل أسلاف فيليكس منصب حاخام في الكنيس اليهودي لعدة أجيال. في عام 1894، وعندما كان فيليكس في سن الثانية عشر، هاجرت عائلته إلى مدينة نيويورك، واستقرت في الجزء الشرقي الأدنى من المدينة الذي كان مركزًا يعج بالمهاجرين. التحق فرانكفورتر بمدارس نيويورك العامة لإتمام دراسته الإعدادية، حيث برع في دراسته واستمتع بلعب الشطرنج ورمي النرد في الشارع. قضى فرانكفورتر أوقاتًا طويلة في القراءة في مبنى اتحاد كوبر للنهوض بالعلوم والفنون، وحضر فيه العديد من المحاضرات السياسية التي تتحدث عن مواضيع متنوعة كالنقابات العمالية والاشتراكية والشيوعية.
بعد تخرجه في عام1902  من كلية مدينة نيويورك، حيث انضم إلى جمعية فاي بيتا كابا الشرفية للفنون المتحررة والعلوم، عمل فرانكفورتر في إدارة الإسكان في مدينة نيويورك بهدف جمع المال اللازم للالتحاق بكلية الحقوق. نجح فرانكفورتر فيما بعد بالالتحاق بكلية الحقوق في جامعة هارفرد، حيث ذاع سيطه أكاديميًا واجتماعيًا. تعرف فرانكفورتر في الجامعة على والتر ليبمان وهوارس كالين وشكل معهما صداقة استمرت مدى الحياة، وعمل محررًا في مجلة هارفرد للقانون، وتخرج في المرتبة الأولى على دفعته، وكان سجله الأكاديمي واحدًا من بين أفضل السجلات في تاريخ الجامعة منذ لويس برانديز.

## التعليم
تعلم في كلية هارفارد للحقوق.

## مناصب وهيئات
أدار جامعة هارفارد.

## جوائز
حصل على جوائز منها وسام الحرية الرئاسي.

## روابط خارجية
- فيليكس فرانكفورتر على موقع الموسوعة البريطانية (الإنجليزية)
- فيليكس فرانكفورتر على موقع مونزينجر (الألمانية)
- فيليكس فرانكفورتر على موقع إن إن دي بي (الإنجليزية)